# Тауц, Ян
Ян Тауц (чеш. Jan Tauc, 15 апреля 1922, Пардубице, Богемия, Чехословакия — 28 декабря 2010, Уошугал, Вашингтон, США) — чехословацкий и американский физик, пионер физики полупроводников. Почётный профессор Брауновского университета.

## Биография
Ян Тауц родился в 1922 году в чехословацком городе Пардубице. Его отец работал бухгалтером на почте. В 1932 году он вместе с семьёй переехал в Опаву. В 1938 году регион был аннексирован Гитлером, и Ян со своим отцом были вынуждены покинуть город. Они обосновались в Брно, где Ян получил стипендию на три года обучения во французском Ниме. Однако уже на следующий год он был вынужден вернуться к семье, поскольку немецкие войска оккупировали Брно. Здесь он и окончил школу, однако все университеты были закрыты.
После того, как началась Вторая мировая война, Яну было позволено посещать двухлетнюю профессиональную школу, одновременно работая на оружейном заводе. В свободное время Тауц занимался самообразованием в области математики и физики. После окончания войны университеты снова открылись, и Ян за два года получил диплом инженера-электрика, а в 1949 году получил степень доктора технических наук в Чешском техническом университете.
Узнав об открытии транзистора, Тауц решил заняться изучением полупроводников. Используя трофейный немецкий германий высокой степени очистки, Тауц и Элмар Франк выпустили первую в Чехословакии партию точечно-контактных транзисторов — до того, как Bell Labs опубликовала сведения о своей технологии. В 1952 году была создана Чехословацкая академия наук, и Ян Тауц был приглашён возглавить отделение полупроводников в Институте технической физики ЧСАН. Он занимал эту должность до 1969 года. Одновременно с 1964 по 1969 годы он являлся профессором Карлова университета.
Ян Тауц интересовался фотоэлектрическими, термоэлектрическими и оптическими свойствами кристаллических полупроводников. Совместно с Эмилем Антончиком и Антонином Абрахамом он раскрыл роль спин-орбитального расщепления в диэлектрической функции. В середине 1960-х он начал заниматься аморфными полупроводниками. Его статья 1966 года, написанная совместно с румынскими учёными Раду Григоровичи и Ана Ванку и посвящённая электронным и оптическим свойствам аморфного германия, стала базовой работой в области полуэмпирических исследований аморфных структур и привела к возникновения термина «щель Тауца».
Весной 1969 года, несмотря на ввод советских войск в Чехословакию, Ян Тауц уехал из страны и провёл несколько месяцев в Парижском университете. В июне он со своей семьёй оказался в лаборатории Белла, в США, где намеревался остаться на год для проведения совместных исследований. Однако уже в октябре Тауц получил письмо из Чехословацкой академии наук, которая требовала его немедленного возврата под угрозой уголовного преследования. Поразмыслив, Тауц решил не возвращаться и стать эмигрантом. В следующем году он получил позицию профессора в университете Брауна, которую занимал в течение 22 лет до 1992 года. На родине он был заочно приговорён к пяти годам тюрьмы и не мог вернуться даже для того, чтобы похоронить своих родителей, трагически погибших в конце 1970-х в автокатастрофе.
В декабре 1987 года совместно со своими коллегами по университету Хамфри Марисом и Кристианом Томсеном запатентовал новый метод изучения свойств тонких плёнок.

## Награды
- 1982 — Премия Франка Исаксона, Американское физическое общество
- 1988 — Премия Дэвида Адлера, Американское физическое общество

## Память
В честь Я. Тауца названа Щель Тауца.